# Hesperomannia
Hesperomannia A.Gray, 1864 è un genere di piante angiosperme dicotiledoni della famiglia delle Asteraceae. È l'unico genere della sottotribù Hesperomanniinae S.C. Keeley & H. Rob., 2009.

## Etimologia
Il nome del genere è stato definito dal botanico statunitense Asa Gray (1810-1888) nella pubblicazione "Proceedings of the American Academy of Arts and Sciences. Boston, MA - VI. (1864-65) 554." del 1864, mentre il nome scientifico della sottotribù (Hesperomanniinae), derivato al suo unico genere, è stato definito per la prima volta dai botanici Harold Ernest Robinson (1932-) e Sterling C. Keeley (1948-) nella pubblicazione "Systematics, evolution and biogeography of Compositae - 450. 2009" del 2009.
Etimologia: "hesperos" deriva dal greco e significa "alla sera", "occidentale".

## Descrizione
Le specie di questo genere sono per lo più arbusti tentacolari o alberi; sono apomittiche. La pubescenza è formata da peli arruffati o moniliformi.
La disposizione delle foglie lungo il fusto è alternata; la superficie della pagina fogliare è percorsa da venature pennate; la forma è da più o meno lanceolata a ellittica.
Le infiorescenze sono formate da 2 - 10 capolini. La struttura dei capolini è quella tipica delle Asteraceae: un peduncolo sorregge un involucro composto da diverse squame (o brattee) disposte su più serie che fanno da protezione al ricettacolo sul quale s'inseriscono diversi fiori (mediamente qualche decina) di tipo tubuloso. Le brattee dell'involucro sono persistenti e sono circa 50 disposte in 6 - 7 serie. Il ricettacolo è privo di pagliette a protezione della base dei fiori.
I fiori, circa 25 - 75 per capolino, sono tetra-ciclici (ossia sono presenti 4 verticilli: calice – corolla – androceo – gineceo) e pentameri (ogni verticillo ha in genere 5 elementi). I fiori sono inoltre ermafroditi e zigomorfi.
- Formula fiorale:

*/x K {\displaystyle \infty }, [C (5), A (5)], G 2 (infero), achenio
- Calice: i sepali del calice sono ridotti ad una coroncina di squame.
- Corolla: la corolla di tipo tubuloso è gialla.
- Androceo: gli stami sono 5 con filamenti liberi e distinti, mentre le antere sono saldate in un manicotto (o tubo) circondante lo stilo.[12] Le antere sono dotate di code lunghe e smussate; le appendici apicali delle stesse hanno delle forme lanceolate e sono prive di ghiandole. Il polline è tricolporato (con tre aperture sia di tipo a fessura che tipo isodiametrica o poro).
- Gineceo: lo stilo è filiforme ed è privo di nodi. Gli stigmi sono per lo più indivisi o scarsamente divisi all'apice. L'ovario è infero uniloculare formato da 2 carpelli. Gli stigmi hanno le papille solamente nella parte esterna; non sono presenti peli radicali. Il tessuto stigmatico è breve o assente.

I frutti sono degli acheni con pappo. La superficie degli acheni è glabra, mentre gli acheni sono privi di rafidi e di fitomelanina. Il pappo è formato da peli capillari più lunghi dell'achenio.

## Biologia
- Impollinazione: l'impollinazione avviene tramite insetti (impollinazione entomogama tramite farfalle diurne e notturne).
- Riproduzione: la fecondazione avviene fondamentalmente tramite l'impollinazione dei fiori (vedi sopra).
- Dispersione: i semi (gli acheni) cadendo a terra sono successivamente dispersi soprattutto da insetti tipo formiche (disseminazione mirmecoria). In questo tipo di piante avviene anche un altro tipo di dispersione: zoocoria. Infatti gli uncini delle brattee dell'involucro si agganciano ai peli degli animali di passaggio disperdendo così anche su lunghe distanze i semi della pianta.

## Distribuzione e habitat
La distribuzione delle specie di questo genere è relativa alle sole isole Hawaii (è un genere endemico). Il genere è di origine africana e sembra che sia arrivato nelle isole del Pacifico circa 2,3 milioni di anni fa. Le divergenze temporali delle specie di Hesperomannia con gli antenati più recenti africani quali Gymnanthemum amigdalinum e Vernonia humbloti risalgono a circa 17 milioni di anni (Keeley et al. 2007). Questo lungo intervallo di tempo può essere giustificato considerando il passaggio della colonizzazione attraverso il sud-est asiatico (le specie più vicine al genere Hesperomannia citate sopra sono distribuite nella parte orientale dell'Africa). I dati non suggeriscono con sicurezza (in accordo con la formazione temporale geologica delle isole) che la prima ad essere colonizzata fu l'isola di Kauai (la più antica) e quindi via via le altre; è più probabile che la colonizzazione avvenne più o meno contemporaneamente su tutte le isole. In effetti già Carlquist (1957) aveva notato che le piante di Maui e Oahu (due isole intermedie) possiedono caratteristiche più primitive rispetto ai tratti delle specie di Kauai.
L'habitat è quello tipico delle foreste umide fino a quote variabili tra 500 e 700 m s.l.m..

## Tassonomia
La famiglia di appartenenza di questa voce (Asteraceae o Compositae, nomen conservandum) probabilmente originaria del Sud America, è la più numerosa del mondo vegetale, comprende oltre 23.000 specie distribuite su 1.535 generi, oppure 22.750 specie e 1.530 generi secondo altre fonti (una delle checklist più aggiornata elenca fino a 1.679 generi). La famiglia attualmente (2021) è divisa in 16 sottofamiglie.

### Filogenesi

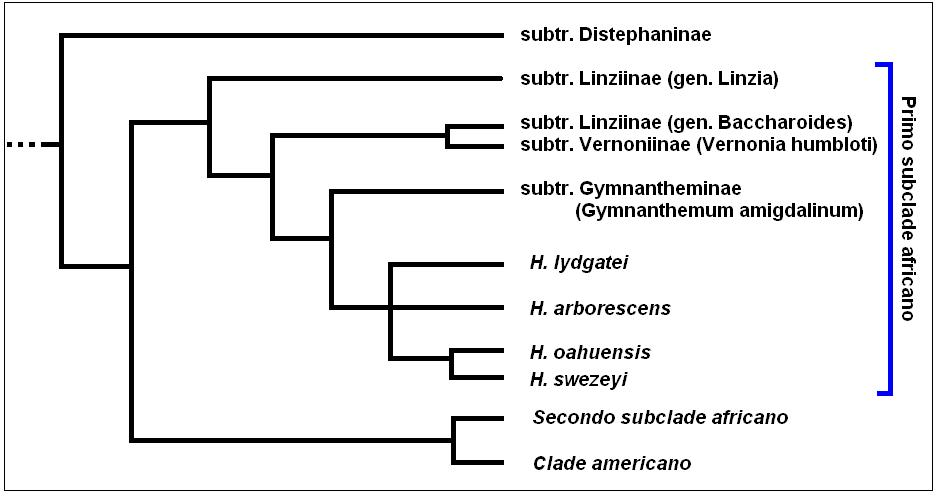
Cladogramma del genere

Da un punto di vista filogenetico in base alle ultime analisi sul DNA (Keeley et al., 2007) la tribù Vernonieae è risultata divisa in due grandi cladi: Muovo Mondo e Vecchio Mondo; a sua volta entrambi divisi in due subcladi. Le specie di Hesperomannia appartengono al subclade relativo all'Africa tropicale comprese le Hawaii (l'altro subclade africano comprende soprattutto specie meridionali). Il cladogramma a lato (tratto dagli studi citati e semplificato) evidenzia la "vicinanza" delle specie africane Gymnanthemum amigdalinum e Vernonia humbloti, mentre all'interno del genere le due specie H. oahuensis e H. swezeyi formano un “gruppo fratello”.
Le specie di questo gruppo appartengono alla sottotribù Hesperomanniinae descritta all'interno della tribù Vernonieae Cass. della sottofamiglia Vernonioideae Lindl.. Questa classificazione è stata ottenuta ultimamente con le analisi del DNA delle varie specie del gruppo. Da un punto di vista filogenetico in base alle ultime analisi sul DNA la tribù Vernonieae è risultata divisa in due grandi cladi: Muovo Mondo e Vecchio Mondo. I generi della sottotribù Hesperomanniinae appartengono al subclade relativo all'Africa tropicale comprese le Hawaii (l'altro subclade africano comprende soprattutto specie meridionali).
Il numero cromosomico delle specie di questo genere è 2n = 20.

### Specie del genere
Il genere Hesperomannia è formato da 3 specie:
- Hesperomannia arborescens A. Gray, 1865
- Hesperomannia arbuscula Hillebr.
- Hesperomannia lydgatei Forbes, 1909

Nello studio citato si propone l'introduzione di due nuove specie (H. oahuensis e H. swezeyi), entrambe fino a oggi conosciute come H. arborescens, in quanto oltre ad esse distribuite in habitat diversi (Monti Koolau e i Monti Waianae dell'isola Oahu), si presentano con caratteristiche diverse (vedi "Chiave analitica" più sotto). Inoltre gli individui definiti come H. arbuscula risultano geneticamente e morfologicamente collegati a livello di specie con H. arborescens (questo nome ha la priorità rispetto a H. arbuscula).

### Chiave analitica per le specie
Per meglio comprendere ed individuare le varie specie del genere, l'elenco seguente utilizza il sistema delle chiavi analitiche (vengono cioè indicate solamente quelle caratteristiche utili a distingue un taxon dall'altro):
- Gruppo 1A: i capolino annuiscono all'antesi; le lamine delle foglie sono glabre; gli involucri si colorano da bianco a rosa o marrone all'antesi; la distribuzione è relativa all'isola di Kauai;

- Hesperomannia lydgatei.

- Gruppo 1B: i capolini all'antesi hanno un portamento da eretto ad ascendente; la lamina delle foglie è pubscente o quasi glabra; il colore degli involucri all'antesi è verde e magenta oppure magenta, oppure rosa sporco;

- Gruppo 2A: la parte inferiore delle foglie, i piccioli e la parte apicale dei boccioli sono densamente tomentosi; la forma delle foglie è da ovata a ellittico-ovata con la parte superiore da tomentosa a sparsamente pubescente; le brattee più interne dell'involucro sono lunghe 2,3 - 2,5 cm; il colore dell'involucro all'antesi è verde e magenta; la distribuzione è relativa ai Monti Waianae (isola di Oahu);

- Hesperomannia oahuensis.

- Gruppo 2B: la parte inferiore delle foglie, i piccioli e la parte apicale dei boccioli sono quasi glabre o sparsamente pubescenti; la forma delle foglie è da oblanceolata a obovata o ampiamente oblanceolata con la parte superiore glabra; le brattee più interne dell'involucro sono lunghe 2,7 - 3,0 cm; il colore dell'involucro all'antesi è rosa sporco o magenta;

- Gruppo 3A: la forma delle foglie è da oblanceolata a obovata con la parte inferiore sparsamente pubescente (specialmente da 1/3 a 1/2 della porzione della nervatura delle foglie giovani), la parte superiore è glabra; il picciolo occupa da 1/7 a 1/4 la lunghezza totale della foglia; i peduncoli dei capolini sono lunghi 8 - 13 mm; le brattee involucrali medie sono larghe 4 - 5 mm; il colore dell'involucro all'antesi è rosa sporco; la distribuzione è relativa alle isole di Maui (occidentale), Molokai e Lanai;

- Hesperomannia arborescens.

- Gruppo 3B: la forma delle foglie è da oblanceolata a ampiamente oblanceolata, o talvolta ellittica; entrambe le facce delle foglie sono glabre (la parte inferiore delle foglie più giovani a volte è scarsamente pubescente per 1/2 - 1/3 della nervatura centrale); il picciolo occupa da 1/8 a 1/7 la lunghezza totale della foglia; i peduncoli dei capolini sono lunghi 4 - 6 mm; le brattee involucrali medie sono larghe 3,0 - 3,5 mm; il colore dell'involucro all'antesi è magenta; la distribuzione è relativa ai Monti Koolau (isola di Oahu);

- Hesperomannia swezeyi.

### Sinonimi
L'elenco seguente indica alcuni tra i sinonimi più frequenti delle specie del genere di questa voce:
- H. arborescens subsp. oahuensis Hillebrand, 1888 (sinonimo di H. oahuensis)
- H. arbuscula Hillebrand, 1888 (sinonimo di H. arborescens)
- H. arbuscula Hillebrand, 1888 var. pearsallii  (sinonimo di H. oahuensis)
- H. bushiana Degener, 1933 (sinonimo di H. swezeyi)
- H. bushiana Degener, 1933 var. fosbergii Degener, 1933 (sinonimo di H. swezeyi)
- H. mauiensis (sinonimo di H. arborescens)